# Basil van Rooyen

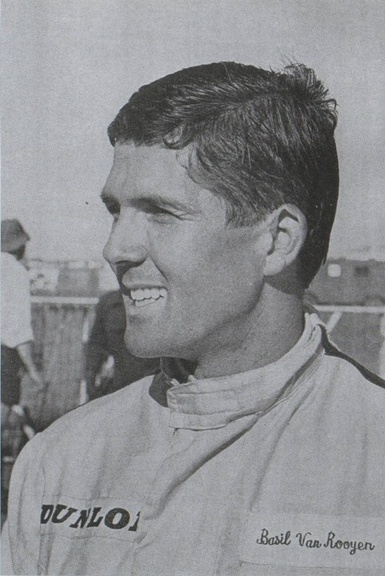
Basil van Rooyen

Basil van Rooyen (Johannesburg, 19 april 1939 – New South Wales, 14 september 2023) was een Formule 1-coureur uit Zuid-Afrika. Hij nam deel aan zijn thuisrace in 1968 voor het team Cooper en 1969 voor het team McLaren, maar viel in beide races uit en scoorde dus geen WK-punten.
Rooyen overleed op 84-jarige leeftijd.